# Konstantin Vidal
Konstantin Vidal (* 3. Juli 1900 in Oberelchingen; † 8. Mai 1990 in Elchingen) war ein deutscher Politiker (CSU). Er war von 1946 bis 1950 Abgeordneter im Bayerischen Landtag.

## Leben
Vidal wurde in Oberelchingen geboren, wuchs dort auch auf und war als Landwirt tätig. 1926 wurde er im Alter von 26 Jahren – damals noch Mitglied in der Bayerischen Volkspartei – zum Bürgermeister von Oberelchingen gewählt.
Im Jahr 1935 wurde er als Bürgermeister abgesetzt, als er sich weigerte, mit dem Naziregime zu kooperieren.
Während der nationalsozialistischen Herrschaft blieb Konstantin Vidal ohne politische Funktion. In dieser Zeit unterstützte er regimekritische Gymnasiasten aus Ulm, die auf dem Dachboden seines Hauses in Oberelchingen Flugblätter gegen das Hitler-Regime druckten. Nachdem die Ulmer Widerstandsgruppe Weiße Rose entdeckt worden war, fand ein Freund dieser Gruppierung, Heinz Brenner, zeitweise Unterschlupf im Haus von Konstantin Vidal.
Nach dem Zweiten Weltkrieg wurde Konstantin Vidal von den Alliierten wieder als Bürgermeister von Oberelchingen eingesetzt und später auch wiedergewählt. Von 1946 bis 1950 war er als Mitglied der CSU Abgeordneter im Bayerischen Landtag. Er gehörte dort unter anderem dem Ausschuss für Entnazifizierungsfragen an. Von 1952 bis 1972 war Vidal stellvertretender Landrat des Landkreises Neu-Ulm.
Vidal starb 1990 im Alter von 89 Jahren in Elchingen. Im Jahr 2004 wurde in Elchingen das neue Gemeindehaus nach ihm benannt (Konstantin-Vidal-Haus).

## Auszeichnungen
- Bundesverdienstkreuz 1. Klasse (Verleihung 1967)
- Bayerische Verdienstmedaille
- Ehrenbürger der Gemeinde Elchingen